# Leiocephalus punctatus
Espèce
Synonymes
- Leiocephalus carinatus punctatus Cochran 1931
- Leiocephalus carinatus helenae Barbour & Shreve 1935
- Leiocephalus carinatus picinus Barbour & Shreve 1935

Leiocephalus punctatus est une espèce de sauriens de la famille des Leiocephalidae.

## Répartition
Cette espèce est endémique des Bahamas. Elle se rencontre sur les îles Crooked Island, Acklins et Samana.

## Publication originale
- Cochran, 1931 : New Bahaman Reptiles. Journal of the Washington Academy of Sciences, vol. 21, no 15, p. 39-41 (texte intégral).